# Société en commandite par actions
Pour les articles homonymes, voir SCA.
Une société en commandite par actions (SCA) est une structure juridique originale pour laquelle on distingue deux types d'associés : les commanditaires et les commandités.
Les commandités sont responsables indéfiniment et solidairement des dettes sociales alors que les commanditaires ne sont responsables qu'à hauteur de leurs apports. En contrepartie, les commandités disposent de prérogatives accrues (ils disposent notamment, sauf clause contraire, d'un droit de veto sur toute modification des statuts).
Ce type de société existe en France, en Suisse, en Belgique, Italie, ainsi qu'au Luxembourg et en Allemagne.
Elle est à distinguer de la société en commandite simple (dans laquelle les associés reçoivent des parts et non des actions).

## Par pays

### France
Une société en commandite par actions (SCA) est une structure juridique originale pour laquelle on distingue deux types d'associés : 
- les « commanditaires » sont les actionnaires de la société, et ne sont responsables des dettes qu'à concurrence de leur participation au capital. Les actions sont nominatives. L'assemblée des commanditaires suit les mêmes règles que dans une société anonyme (SA) ;
- les « commandités » ont le statut de commerçants, et sont nommés par les commanditaires. Ils sont société à risque illimité (SARI) des dettes sur leurs biens propres. Ils peuvent être également commanditaires. L'assemblée des commandités suit les mêmes règles que dans une société en nom collectif (SNC).

La société est administrée par des « gérants » nommés par les commandités avec l'accord des commanditaires. Ils sont contrôlés par un conseil de surveillance (CS) composé de commanditaires.
Le capital social minimum est de 37 000 € comme pour une société anonyme.
Le dirigeant peut-être une personne morale ou une personne physique, un associé ou un tiers. Seule limite, un commanditaire ne peut pas être gérant.
Pour que la constitution d'une SCA soit valable, il faut au minimum un commandité et trois commanditaires.
Son régime est posé aux articles L.226-1 et suivants du code de commerce.

### Suisse
Une société en commandite par actions (SCMA) est un type de société en droit suisse. Il est défini par les articles 764 ss du code des obligations suisse (CO 764 ss).
La société en commandite par actions est une société dont le capital est divisé en actions et dans laquelle un ou plusieurs associés sont tenus sur tous leurs biens et solidairement des dettes sociales, au même titre qu’un associé en nom collectif (CO art. 764 al.1).